# Peter Steele
Petrus Thomas Ratajczyk (Brooklyn, 4. siječnja 1962. – 14. travnja 2010.), poznatiji kao Peter Steele bio je američki glazbenik, najpoznatiji kao pjevač i basist gothic metal-sastava Type O Negative.
Prije nego što je 1989. godine osnovan Type O Negative, svirao je i u sastavima Fallout i Carnivore. 
Preminuo je u 48 godini, 14. travnja 2010. zbog zastoja srca.

## Vanjske poveznice
- Službena stranica Type O Negativa